# 고영태
고영태(1976년 3월 1일 ~ )는 대한민국의 펜싱 선수, 기업인이다.
펜싱 선수로 활동하며 대학교 재학 중 아시안게임에 국가대표로 출전하여 메달을 획득하였고, 2002년경 운동을 그만두고 그 무렵부터 의류 판매, 주점 운영 등을 하였다.

## 생애
전라남도 담양군 대덕면 성곡리에서 태어났다.
고영태의 아버지 고규석은 1980년 5월 21일 5.18 광주민주화운동 당시 신군부에 의한 총격으로 사망한 유공자로, 현재 국립 5·18 민주 묘지 1묘역에 안장되어 있다. 고영태의 부모는 고은의 만인보에 각각 등장했다.
전남공업고등학교 출신으로, 고등학교에 다니던 1994년 문화부장관기 중고등 펜싱대회 남고부 사브레 결승에서 우승하였다.
1995년 한국체육대학교에 입학하였다. 고영태는 노승일 전 K스포츠 재단 부장, 류상영 전 더블루K 이사와 한국체육대학교 95학번 동기이다.
대학교 실업팀 소속이던 1998년 아시안 게임에서 펜싱 사브르 단체전 금메달과 개인전 은메달을 획득하였다.
고영태는 선수 동료들에게 “내 목표는 최고의 펜싱선수가 아니라 돈을 많이 버는 것”이란 말을 남기고 은퇴한 후 부산·광주·서울 등에서 접대부로 일했다. 2000년대 중반에 고영태는 ‘민우’라는 가명으로 강남 가라오케와 호스트바 등에서 호스트로 활동했고, 2006년경에는 강남 호스트바에서 팀장급 접대부인 ‘마담’으로 있었다.
최근 뉴스에 2004년경 서울강남소재 호스트바에서 남성접대부로 일하면서 손님으로 온 최순실을 알게 되어 내연의 관계를 이어왔다는 주변지인들의 증언이 있었다.
2008년부터 가방 제조 회사인 ‘빌로밀로’(Villo Millo)를 운영하였는데, 박근혜 대통령의 가방을 제작하기도 하였으며, 나중에는 최순실이 설립한 ‘더블루K’의 한국 및 독일 법인 이사를 맡았다.
2015년 11월에서 12월까지는 합계 1억 9,600만원을 인터넷 불법 사설경마 도박사이트 운영 자금으로 투자했다.

### 최순실 국정 농단 가담

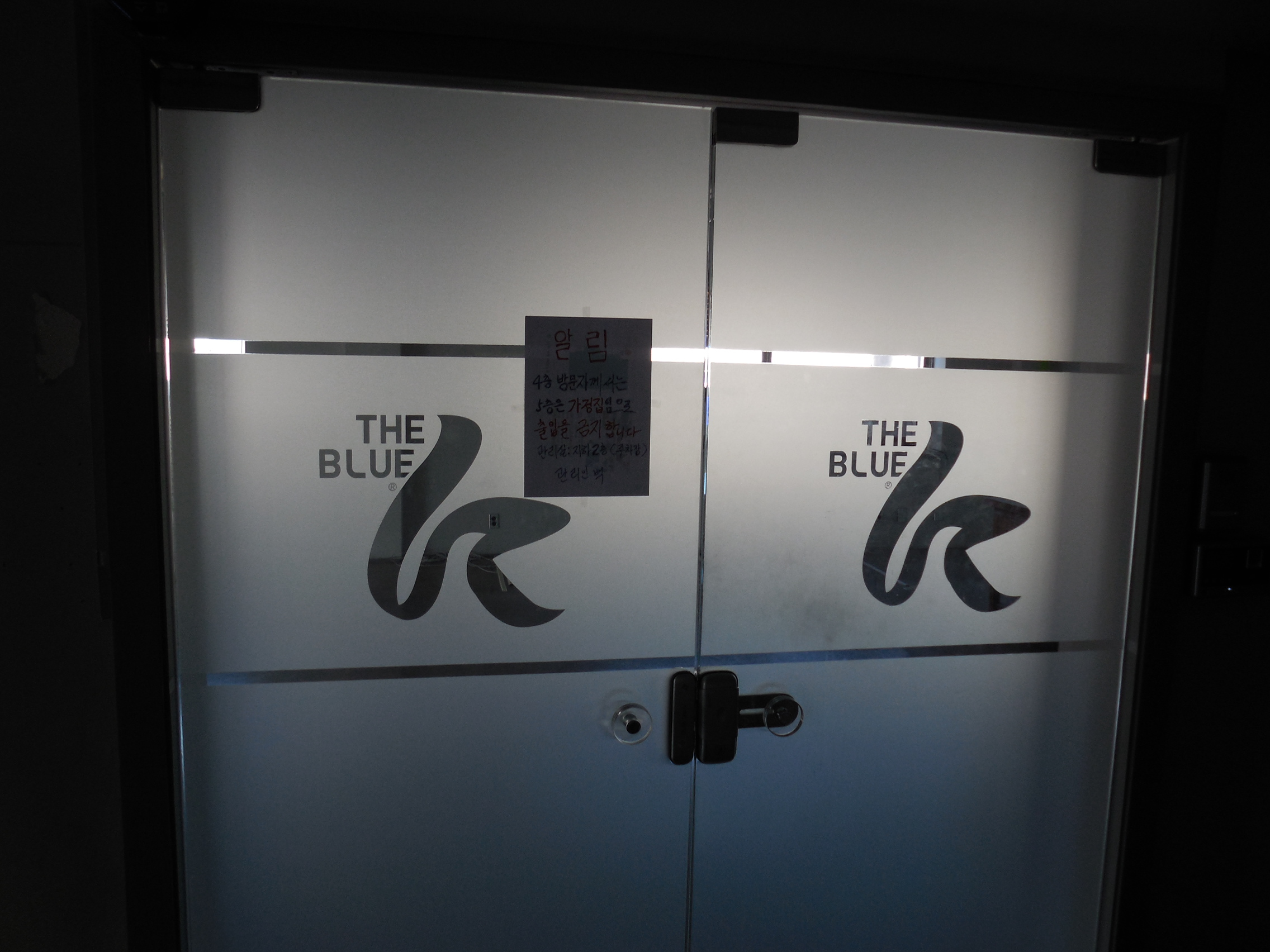
고영태가 이사로 재직하였던 더블루K 사무실 입구

2012년경 최순실로부터 가방을 주문받아 판매하면서 친분을 쌓게된 고영태는 2013년 초경 최순실에게 판매한 가방을 박근혜 대통령이 소지하고 공식 행사에 나선 것을 보고 최순실과 박근혜의 사적 친분을 알게 되었다.
2013년 중반 무렵 고영태는 최순실의 요청에 따라 서울 강남구 L에 별도의 작업실을 두고 디자이너와 재단사 등을 고용하여 대통령의 의상과 가방을 본격 제작하게 되었다.
2014년 4월에서 5월경에는 최순실로부터 ‘국가브랜드 제고를 위한 각종 홍보물을 기획 · 제작할 수 있는 적임자를 찾아 알려달라’는 요구를 받고, 아는 사람을 통해 광고 등 영상 연출가 M을 소개받아 최순실에게 소개하였다. 이후 M은 대통령 직속 O위원회 위원으로 임명되었다.
2014년 초 무렵 고영태는 최순실의 지시로 서울 강남구 U 소재 사무실을 자신의 명의로 임차하였는데, 최순실은 수시로 이곳을 드나들며 청와대 등으로부터 입수한 공문서 등을 검토하거나 M 등과의 회의 장소로 이용하였다. 또한 고영태는 2014년 7월경 최순실과 M으로부터 교부받은 자금으로 주식회사 V이라는 엔터테인먼트 업체를 설립하였고, 다만 대표이사 명의는 그 무렵 소개받은 김○○의 명의로 하였다.
2014년 10월경 고영태는 주식회사 V의 설립자금 분배를 놓고 불화가 발생하는 등으로 최순실과 결별하게 되었다. 얼마 뒤 고영태는 TV조선을 찾아가 최순실의 국정 개입과 관련한 사실을 제보하였다.
그러나 2015년 12월경 고영태는 최순실로부터 회사 설립을 도와달라는 요청을 받고 이에 응하여 2016년 1월경 최순실을 도와 주식회사 X를 설립하였다.
고영태는 주식회사 X의 이사로서 최순실의 사익 추구를 돕는 한편, 2016년 1월경 그 전부터 친분이 있던 Y을 통해 소개받은 Z을 J에게 추천하여 재단법인 AA의 과장으로 임용되게 하였고, 그 무렵 Y이 서울 강남구 AB에 설립한 스포츠사업 관련 기획업체인 주식회사 AC을 드나들면서 Y과 함께 J을 배경으로 독자적인 사익 추구 방안을 강구하기도하였다.
2015년 12월에서 2016년 5월까지는 관세청 인사에 직접 개입하면서 먼저 대가를 요구해 합계 2,200만원의 금품을 직접 수수하였다.

### 고영태 녹음 파일
2017년 2월 6일 최순실과 안종범의 공판에서 검찰은 고영태와 지인들의 대화 녹취록 일부를 공개했다. 녹취록에는 고영태가 지인 김 모 씨에게 K스포츠재단 사무총장을 제거하고 자신이 부사무총장으로 들어가 재단을 장악하겠다고 말하는 상황이 포함되어 있다.
연합뉴스TV는 녹취록과 비슷한 정황이 담긴 전화통화 녹음 파일을 입수하여 2017년 2월 10일 이경태 기자 명의로 최초 보도했고, 2017년 2월 13일 조갑제 기자는 녹음자가 김수현이라는 것을 밝히며 세부적인 녹취록을 추가 공개했다.

## 관세청 인사 대가 금품수수
2015년 12월 하순경 고영태는 최순실로부터 신설되는 보직인 인천본부세관장으로 임명할 사람이 있는지 알아보라는 지시를 받고 그 대상자를 물색하면서 공무원 인사 추천을 빌미로 금품이나 세관과 관련된 이권, 업무상 편의 등을 요구하기로 마음먹었다.
그 무렵 고영태는 류상영(전 더블루K 이사)을 통해 인천본부세관 조사과장(5급) 이상기에게 신임 인천본부세관장으로 추천할 만한 사람을 알아봐 달라고 하였고, 이상기는 당시 중앙공무원교육원 교육 중이던 세관공무원인 김대섭에게 인천본부세관장 희망 의사를 확인한 다음, 류상영을 통해 고영태에게 '김대섭이 인천본부세관장으로 되도록 추천해 달라'는 의사를 전달하였다.
2015년 12월 29일 고영태와 류상영은 이상기로부터 김대섭의 주거지 주소 등을 건네받아 직접 김대섭의 이력서를 작성한 다음, 이를 최순실에게 전달하면서 '김대섭이 인천본부세관장으로 임명되면 좋겠다'는 의견을 주었고, 2016년 1월경 김대섭은 인천본부세관장으로 임명되었다.
2016년 1월 28일 류상영과 함께 서울 강남구 청담동에 있는 음식점에서 김대섭과 이상기를 만나 식사를 하면서 '내가 힘을 많이 써 인천본부세관장이 되었으니 고마움을 잊으면 안 된다, 요즘 차량 유지비도 부족하고 직원 월급도 못 주고 있다'고 말하며 인사 청탁에 대한 사례를 할 것을 요구하였고, 그 외에도 류상영을 통해 이상기 등에게 인사청탁의 대가로 수천만 원을 요구하였다.
이에 김대섭은 2016년 2월 4일 이상기에게 현금 200만 원을 건네주면서 고영태에게 전달하라고 지시하였고, 이상기는 같은 날 본인의 차명계좌인 AO 명의의 □□은행 예금계좌에서 류상영이 알려준 김○○ 명의의 □□은행 예금계좌로 200만 원을 송금하였다.
류상영 등으로부터 지시를 받은 김○○은 2016년 2월 5일 위 본인 명의 예금계좌에 입금된 200만 원을 인출하여 같은 금액의 백화점 상품권으로 교환한 후 이를 고영태에게 전달하였다.
그럼에도 고영태는 계속하여 이상기에게 'AK세관본부장을 만드는 데 비용이 많이 들었는데 200만 원은 너무 적다. 그 자리에 꽂은 것처럼 내려오게 하는 것은 일도 아니다. 4,000만 원에서 5,000만 원 정도는 챙겨줘야 하는 것 아니냐'고 말하며 인사 청탁의 대가를 요구하였다.
이상기는 인천본부세관장으로 임명된 김대섭으로부터 2016년 7월경 예정된 정기인사에서 선호 보직인 인천본부세관 ◎◎팀장으로 인사발령을 하겠다는 약속을 받은 상황에서, 고영태의 요구를 거절할 경우 김대섭의 지위에 변동이 생겨 약속받은 보직으로 인사발령을 받지 못할 수도 있다는 우려를 하면서 향후 고영태의 영향력으로 인사상 도움을 받을 수 있다는 생각에 고영태의 요구에 응하기로 마음먹었다.
더욱이 이상기는 2016년 5월경 고영태의 요청으로 평소 알고 지내던 천홍욱 전 관세청 차장을 관세청장으로 추천하였는데, 곧이어 천홍욱이 관세청장으로 임명되는 것을 목도하면서 관세청 인사에 대한 고영태의 영향력을 더욱 신뢰하게 되었다.
2016년 5월 26일 이상기는 서울 강남구 삼성동에 있는 '○○' 식당에서 고영태에게 인천본부세관장 임명에 대한 사례와 향후 본인의 승진에도 힘써달라는 취지의 부탁과 함께 현금 2,000만 원을 교부하였고, 고영태는 이상기에게 '이렇게 성의를 보이시니 앞으로도 챙겨보겠다'는 취지로 답하였다.
이로써 고영태는 공무원의 직무에 속한 사항인 세관공무원 인사의 알선에 관하여 합계 2,200만 원의 금품을 수수하였다(특정범죄가중처벌등에관한법률 제3조 위반, 알선수재).
2018년 5월 25일 서울중앙지방법원은 특정범죄가중처벌등에관한법률위반(알선수재) 죄로 고영태에게 징역 1년을 선고하고 추징금 22,000,000원 가납을 명하였다.
2018년 11월 7일 서울고등법원 제1형사부는 원심판결을 파기하고 고영태에게 특정범죄가중처벌등에관한법률위반(알선수재) 죄로 징역 1년 6월을 선고하고 추징금 22,000,000원 가납을 명하였다.

## 범죄 논란
고영태는 2017년 알선수재로 기소될 때 사기, 한국마사회법위반(도박개장등) 죄로도 같이 기소되었으나 2018년 5월 25일 1심 재판부, 2018년 11월 7일 항소심 재판부 모두 증거불충분으로 무죄를 선고했다.

### 주식 투자 명목 8000만원 사기 의혹
고영태는 지인 B와 함께 서울 강남구 청담동에서 'CW' 사무실을 운영했다. 그 사무실에 출입하던 B의 지인인 정○○에게 B는 수시로 고영태의 배경을 자랑하였고, CW 사무실에 드나드는 사람들을 가리키며 '민우(고영태의 가명)가 다른 사람들의 돈을 굴리면서 주식 투자를 해주고 있다. CY 주식 등을 통해 많은 돈을 벌어주었다'라는 등의 말을 하면서 정○○의 환심을 샀다.
그러나 고영태는 B로부터 투자받은 돈을 실제 주식에 투자했지만 한 달도 채 안 돼 1,000만 원의 손실을 봤었고, B에게 “다른 주식에 투자하겠으니 안심하라”고 속인 뒤 그 돈으로 사설경마업체 사이트에서 도박을 해 모두 탕진했다.
2015년 5월 중순경 고영태와 B는 CW 사무실에서 정○○과 함께 주식 관련 대화를 하다가 DA라는 회사 주식에 투자하기로 하였다.
2015년 7월 28일 고영태와 B는 정○○로부터 고영태가 지정한 김○○ 명의의 DB은행 예금계좌로 8,000만 원을 송금받았다.
B는 정○○의 투자 후 DA 주가가 예상과 달리 계속 하락하자 손실을 만회하겠다는 생각에 정○○ 몰래 그의 주식 투자금을 일부 인출하여 C가 운영하는 사설경마 도박에 투자하였는데, 그 과정에서 손실을 만회하기는커녕 개인적으로 투자한 돈까지 모두 잃게 되었다.
2016년 6월 정○○은 고영태와 B를 경찰에 고소했다.
2017년 3월 15일 서울강남경찰서는 제반 사정에 비추어 정○○이 단순히 원금과 수익금을 보장한다는 고영태와 B의 말에 속아 8,000만 원을 교부하였다고 보기 어렵다는 이유로 불기소(혐의없음) 의견으로 송치하였다.
검사는 피해자 진술 조사를 통해 2015년 5월 중순경 고영태와 B가 CW 사무실에서'주식 정보 소스가 곧 생긴다'라는 등의 말을 하였고, 이에 관심을 가진 정○○에게 며칠 후 재차 'DA라는 회사 주식에 투자한다. 얼마 전에 M&A를 한 회사인데 회사 내부자로부터 곧 새로운 사업 아이템을 발표하면서 주가를 올릴 거라는 정보를 받았다. 높은 분들도 자금을 투자하여 함께 운용할 것이다'라고 말하였으며, 정○○이 자신도 돈을 투자할 뜻을 내비치자 정○○에게 '현재 모금 목표액에 1억 원만 남아 있어 그 이상은 투자할 수도 없다. 투자를 하려면 내가 지정하는 계좌로 2015년 7월 28일 주식시장 마감 전까지 돈을 보내라. 그 날 주식을 사야 하니 그 날이 지나면 투자할 수 없다. 1~2개월 내에, 늦어도 3개월 내에는 2~3배의 수익을 내줄테니 수익금을 나누어 갖자'라고 제의하였다고 밝혔다.
그러나 고영태와 B는 DA 회사의 내부자로부터 새로운 사업 아이템 등 주식 정보를 받은 사실이 없었고, 다른 사람들의 자금을 유치한 사실이나 그에 대한 계획이 없었으며, DA 주식 매수 후 1개월 이상 보유하면서 주가가 오르기를 기다릴 계획도 없었기 때문에 위와 같은 말들은 모두 사실이 아니었고, 정○○로부터 돈을 받더라도 약속한 대로 주식 투자를 하여 수익을 내줄 의사나 능력이 없었다며, 위와 같이 정○○을 기망하여 이에 속은 피해자 정○○로부터 주식 투자금 명목으로 8,000만 원을 편취하였다는 혐의로 고영태와 B를 사기 죄로 공소제기하였다.
검사는 피해자 정○○이 고영태의 요구로 고영태가 관리하던 김○○ 명의 계좌로 투자금을 입금한 점, 고영태와 B가 정○○의 투자금으로 DA 주식의 매수·매도를 반복하다가, 투자일로부터 약 1개월이 지난 후에는 DA 주식을 전량 매도하여 그 자금을 다른 용도로 사용한 점 등을 고려하면, 이 부분 공소사실에 부합하는 정○○의 진술은 신빙성이 있다고 보았다.
고영태와 B는 재판에서 정○○에게 함께 DA 종목에 투자하자고 하였을 뿐 기망하여 투자금을 받은 사실이 없고, 설령 자신들의 기망행위가 인정된다 하더라도 정○○의 처분행위와 아무런 인과관계가 없다고 변소했다. B는 DA 종목에 투자하게 된 경위에 관하여, 고영태와 자신, 정○○이 고영태의 사무실에서 주식 이야기를 많이 하였는데, 그 무렵 누가 먼저랄 것도 없이 사무실에 DA 종목이 괜찮다는 이야기가 돌았고, 그러던 중 차를 마시다가 우연히 만난 DA의 대주주 DD으로부터 DA의 주가가 곧 상승할 것이라는 말을 듣게 되면서 DA 투자에 대한 공감대가 형성되어 주식 투자로 이어졌을 뿐이라고 진술하였다.
2018년 5월 25일 서울중앙지방법원은 고영태와 B에게 사기 죄 무죄를 선고했다. 재판부는 피해자 정○○의 진술을 믿기 어렵고, 나머지 증거들만으로는 이 부분 공소사실이 합리적 의심의 여지가 없을 정도로 증명되었다고 볼 수 없고, 달리 이를 인정할 만한 증거가 없다고 범죄의 증명이 없는 때에 해당한다고 판시했다.
2018년 11월 7일 서울고등법원 제1형사부는 항소를 기각하여 고영태와 B의 사기 무죄 원심판결을 유지하였다.

### 도박장 운영 자금 제공 사실이 도박개장 죄 공범 논란
마사회가 아닌 자는 마사회가 시행하는 경주에 관하여 승마투표와 비슷한 행위를 하게 하여 적중자에게 재물 또는 재산상의 이익을 지급하는 행위를 하여서는 아니 된다.
2015년 8월 경 고영태는 B 등을 통해 사설경마 센터를 운영하던 C를 알게 되었다.  C는 ‘한국마사회의 경마 결과를 이용한 인터넷 사설경마 사이트’를 관리하며 매출액의 일정 비율을 수수료로 취득하는 일을 했다. 2014년 1월 경기도 구리시 인창동에서 사업을 시작한 C는 경기도 남양주시 별내면 등으로 사무실을 옮겨 다니며 활동을 했다.
2015년 10월 하순경 고영태는 서울 강남구 청담동에 있는 커피숍에서 C로부터 '센터를 운영하면 1개월에 1,000만 원~3,000만 원 정도 벌 수 있다. 돈을 투자하면 수익의 절반을 나눠주겠다'라는 제안을 받게 되자 이를 수락하면서 C의 사설경마 사업투자금 명목으로 2015년 11월 2일 9,900만 원, 2015년 11월 4일 3,000만 원, 2015년 11월 13일 3,000만 원, 2015년 12월 16일 2,000만 원, 2015년 12월 18일 1,700만 원 합계 1억 9,600만 원을 C의 처인 박○○ 명의의 농협은행 예금계좌로 송금하였고, C는 위 자금 등을 사용하여 2016년 5월경까지 위 '센터'를 계속 운영하였다.
검사는 고영태가 C와 공모하여 2015년 11월경부터 2016년 5월경까지 마사회가 아님에도 마사회가 시행하는 경주에 관하여 승마투표와 비슷한 행위를 하게 하여 적중자에게 재물 또는 재산상의 이익을 지급하는 행위를 하였다며 고영태를 한국마사회법위반(도박개장등) 죄로 공소제기하였다.
재판에서 고영태는 C에게 속아 1억 9,600만 원을 빌려주었다가 이를 돌려받지 못해 피해를 입었을 뿐, C와 공모하여 사설경마 센터를 운영한 사실이 없다고 변소하며 C의 사설경마 센터 운영에 별다른 관여를 한 바 없고, 단지수익금을 받는 것에만 관심을 두고 있었다는 취지로 진술하였다.
2018년 5월 25일 서울중앙지방법원은 고영태의 한국마사회법위반(도박개장등)의 점에 대해 무죄를 선고했다. 재판부는 고영태가 C의 사설경마 센터에 1억 9,600만 원을 투자한 것에서 더 나아가 공동가공의 의사를 가지고 기능적 행위지배를 통해 C와 함께 위 센터를 운영하였다는 점이 합리적 의심의 여지가 없이 증명되었다고 보기 어렵고, 제출된 증거들만으로는 이를 인정하기에 부족하며 범죄의 증명이 없는 때에 해당한다고 판시했다.
2018년 11월 7일 서울고등법원 제1형사부는 검사의 항소를 기각하여 고영태의 한국마사회법위반(도박개장등) 무죄 원심판결을 유지하였다.